# Misión San Gabriel Arcángel

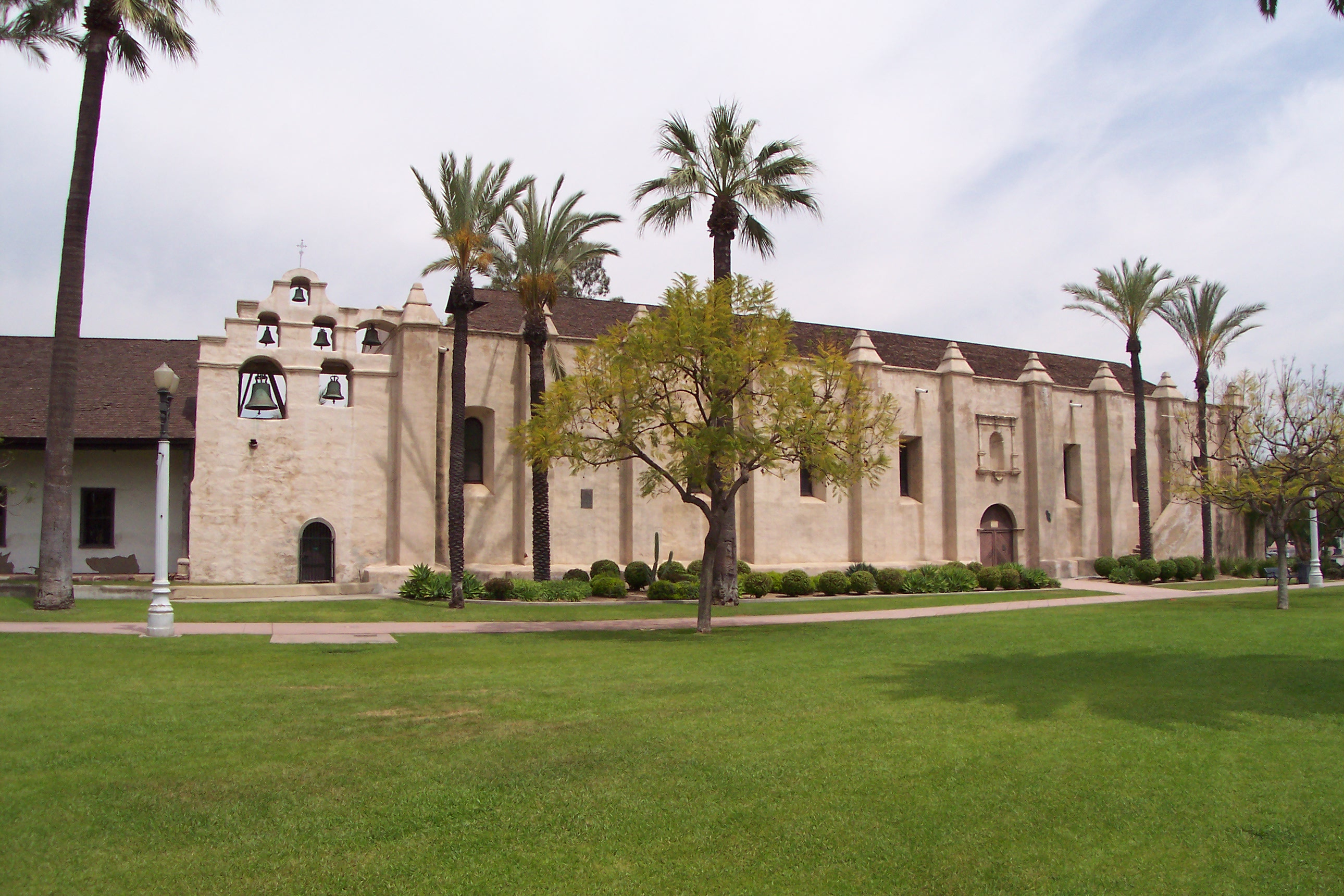
Misión de San Gabriel Arcángel, cuarta misión fundada por los misioneros franciscanos en territorio del actual estado norteamericano de California

La misión San Gabriel Arcángel es una parroquia católica, ubicada en la localidad de San Gabriel, California, Estados Unidos. Fue la cuarta misión fundada por el fraile franciscano Junípero Serra con la asistencia de Pedro Benito Cambón y Ángel Fernández Somera y Balbuena. Por la notable producción agrícola que alcanzó en su apogeo, llegó a conocerse como el "orgullo de las misiones". Asimismo, es considerada un Hito Histórico Nacional de ese país.

## Historia
Bajo la dirección de Junípero Serra, Pedro Cambón y Ángel Fernández, se fundó la Misión de San Gabriel el 8 de septiembre de 1771 en las cercanías de la colina Montebello. Durante su construcción fue notable la participación de los nativos del lugar (tongva o kizh), quienes serían conocidos como "gabrielinos". Sin embargo, la presencia de militares y transeúntes desde México hizo que imperara la intranquilidad en el asentamiento. Por otro lado, para 1774 arribó el explorador Juan Bautista de Anza, circunstancia que establecería a San Gabriel como un importante punto de contacto con México.
Para 1775, nuevamente la misión fue trasladada unos 3 km al noreste de su ubicación original. Desde entonces, se convertiría en la más prospera de las misiones de la región, pues alcanzaría a producir más de 353.000 bushels de trigo, cebada, maíz, frijol, arvejas, lentejas y garbanzos. Entre sus artículos destacaban sus vinos. Precisamente, es reconocida por haber introducido la vinicultura a gran escala en California con la administración de fray José Zalvidea y la colaboración de los mismos nativos. De igual manera, San Gabriel elaboraba jabón y velas que eran suministrados a las misiones vecinas. Sin embargo, la presencia de la naciente localidad de  Nuestra Señora la Reina de Los Ángeles de Porciúncula causaba conflicto por el acecho de los acaudalados y militares del lugar. A pesar de todo, los religiosos de San Gabriel colaboraron en la construcción de la iglesia de Los Ángeles, fundada en 1781.
Con la secularización del estado mexicano, las propiedades de la misión pasaron a manos privadas en 1834, por lo que los franciscanos abandonaron San Gabriel. El gobierno estadounidense retornaría las instalaciones a la Iglesia católica en 1859, y la reconstrucción iniciaría en 1908 con la llegada de los misioneros Claretianos. La iglesia principal, construida entre 1791 a 1805 y conocida como "la madrina del pueblo de Los Ángeles", fue erigida tomando como modelo posiblemente la Catedral de Córdoba, España. San Gabriel destaca por alojar una colección de pinturas sacras, probablemente las primeras realizadas por residentes californianos.
El 11 de julio de 2020 un incendio destruyó el techo de la iglesia y la mayoría de las bancas en su interior.
La misión fue restaurada y el 8 de septiembre de 2022 se celebró una misa en la misión para conmemorarlo.